# Hauptfeldwebel

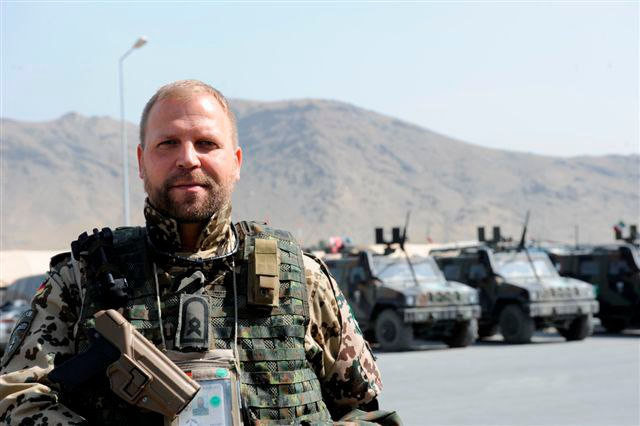
Deutscher Hauptfeldwebel in Afghanistan

Der Hauptfeldwebel ist ein Dienstgrad der Bundeswehr. In früheren deutschen Streitkräften war der Hauptfeldwebel eine Dienststellung.

## Bundeswehr
Der Dienstgrad Hauptfeldwebel wird durch den Bundespräsidenten mit der Anordnung des Bundespräsidenten über die Dienstgradbezeichnungen und die Uniform der Soldaten auf Grundlage des Soldatengesetzes festgesetzt.

### Befehlsbefugnis und Dienststellungen
In der Bundeswehr ist der Hauptfeldwebel ein Unteroffiziersdienstgrad, der gemäß der Zentralen Dienstvorschrift (ZDv) 14/5 „Soldatengesetz“ zur Dienstgradgruppe der Unteroffiziere mit Portepee zählt. Aufgrund der Zugehörigkeit zur Dienstgradgruppe der Unteroffiziere mit Portepee können Hauptfeldwebel auf Grundlage des § 4 („Vorgesetztenverhältnis auf Grund des Dienstgrades“) der Vorgesetztenverordnung innerhalb der dort gesetzten Grenzen Soldaten der Dienstgradgruppen Mannschaften und Unteroffizieren ohne Portepee Befehle erteilen.
Hauptfeldwebel werden beispielsweise als Kompaniefeldwebel, Zugführer, Kompanietruppführer, stellvertretende Zugführer und in Stäben eingesetzt. Aufgrund der Dienststellung können Hauptfeldwebel in den in der Vorgesetztenverordnung aufgezählten Fällen allen dienstlich oder fachlich unterstellten Soldaten Befehle erteilen.

### Ernennung und Besoldung
Maßgebliche gesetzliche Grundlagen für die Ernennung zum Hauptfeldwebel trifft die Soldatenlaufbahnverordnung (SLV) und ergänzend die Zentrale Dienstvorschrift (ZDv) 20/7. Zum Dienstgrad Hauptfeldwebel können Berufssoldaten, Soldaten auf Zeit und beorderte Reservisten ernannt werden. Voraussetzung zur Ernennung in den Dienstgrad Hauptfeldwebel ist die Zugehörigkeit zu einer der Laufbahnen der Feldwebel. Die Einstellung mit dem Dienstgrad Hauptfeldwebel ist möglich, wenn der Bewerber über in der Verwendung verwertbare Kenntnisse verfügt. Die meisten Hauptfeldwebel haben zuvor aber im Dienstgrad Oberfeldwebel gedient. Wenn zuvor alle Dienstgrade zwischen Unteroffizier und Oberfeldwebel durchlaufen wurden, kann der Dienstgrad frühestens fünf Jahre nach Ernennung zum Unteroffizier erreicht werden.
Hauptfeldwebel werden nach der Bundesbesoldungsordnung (BBesO) mit A 8Z (mit Amtszulage) besoldet.

### Dienstgradabzeichen
Das Dienstgradabzeichen für Hauptfeldwebel zeigt einen Kopfwinkel mit der Spitze nach oben und eine geschlossene Tresse als Schulterabzeichen. Trotz der gegebenen optischen Ähnlichkeit mit der Othala- bzw. Odal-Rune nehmen die Dienstvorschriften auf jene keinen Bezug.
Die Schulterklappen erhielten erst Mitte 1959 eine umlaufende, auf Höhe der Schulternaht aber noch nicht geschlossene Borte. Bei Luftwaffe und Heer galt dies vom Dienstgrad Unteroffizier aufwärts, bei der Bundesmarine ab dem Dienstgrad Bootsmann. Die Farbe der Borte war in der Anordnung nicht definiert, dürfte sich aber an jener des Dienstgradwinkels orientiert haben. Die unten offene Schulterklappen-Borte identifizierte also noch nicht (wie heute) speziell den Dienstgrad Unteroffizier, sondern fungierte als allgemeines Rangabzeichen des Unteroffiziersstandes. Erst Ende 1962 erhielten alle oberhalb des Dienstgrades Unteroffizier stehenden Unteroffiziere eine auch auf Schulternahthöhe geschlossene Borte.

### Geschichte
In der zweiten Anordnung des Bundespräsidenten über die Uniform der Soldaten vom 26. Juli 1957, also zwei Jahre nach der Gründung der Bundeswehr, wurde der Dienstgrad Hauptfeldwebel neu geschaffen.
Mit Einführung der Laufbahn der Offiziere des militärfachlichen Dienstes, 1969, avancierte der Hauptfeldwebel/Hauptbootsmann zeitweilig zum höchsten erreichbaren Dienstgrad der Unteroffizierslaufbahn, da zeitgleich das Bundesministerium der Verteidigung die Dienstgrade Stabsfeldwebel und Oberstabsfeldwebel auf den Aussterbeetat gesetzt hatte, also keine Neubeförderungen dazu mehr vorgenommen wurden. Eine gewisse Anzahl an Stabs- und Oberstabsfeldwebeln, die den Wechsel in die Offizierslaufbahn abgelehnt hatte, verblieb jedoch weiterhin im Dienst. Der Hauptfeldwebel konnte nun, je nach Verwendung, über die Besoldungsgruppe A 8 hinaus auch A 9 sowie A 9 m. A. erreichen. Diese Regelung entfiel zum 1. Januar 1983, als die Dienstgrade Stabsfeldwebel und Oberstabsfeldwebel erneut als reguläre Spitzendienstgrade der Unteroffizierslaufbahn etabliert wurden. Hauptfeldwebel/Hauptbootsleute in Besoldungsgruppe A 9 erhielten den Dienstgrad Stabsfeldwebel/Stabsbootsmann, analog wurden Hauptfeldwebel in A 9 m. A. zu Oberstabsfeldwebeln/Oberstabsbootsleuten ernannt.

### Äquivalente, nach- und übergeordnete Dienstgrade
Den Dienstgrad Hauptfeldwebel führen nur Heeres- und Luftwaffenuniformträger. Marineuniformträger derselben Rangstufe führen den Dienstgrad Hauptbootsmann. Offizieranwärter führen den ranggleichen Dienstgrad Oberfähnrich (für Heeres- und Luftwaffenuniformträger) oder Oberfähnrich zur See (für Marineuniformträger). In den Streitkräften der NATO ist der Hauptfeldwebel zu allen Dienstgraden mit dem NATO-Rangcode OR-7 und OR-8 äquivalent.
In den Feldwebellaufbahnen ist der Hauptfeldwebel gemäß Nr. 127 f. ZDv 20/7 zwischen dem rangniedrigeren Oberfeldwebel bzw. Oberbootsmann und dem ranghöheren Stabsfeldwebel bzw. Stabsbootsmann eingeordnet (erste Dienstgradbezeichnung jeweils für Heeres- und Luftwaffenuniformträger; zweite Dienstgradbezeichnung jeweils für Marineuniformträger).
| Unteroffizierdienstgrad |                                                                 |                               |
| Niedrigerer Dienstgrad |                                                                 | Höherer Dienstgrad            |
| Oberfeldwebel Oberbootsmann | Hauptfeldwebel Hauptbootsmann Oberfähnrich Oberfähnrich zur See | Stabsfeldwebel Stabsbootsmann |
| Dienstgradgruppe: Mannschaften – Unteroffiziere o.P. – Unteroffiziere m.P. – Leutnante – Hauptleute – Stabsoffiziere – Generale |                                                                 |                               |

## Wehrmacht

Ärmellitzen („Spieß-Kolbenringe“) Hauptfeldwebel Wehrmacht/SS-Stabsscharführer

Der Hauptfeldwebel der Wehrmacht wurde 1938 eingeführt und war kein Dienstgrad (im Gegensatz zur Bundeswehr), sondern die Dienststellungsbezeichnung für den Kompaniefeldwebel, auch „Spieß“ oder „Mutter der Kompanie“. Dieser ersetzte die bisherige Bezeichnung „Oberfeldwebel der Truppe“ und war in der Regel ein dienstälterer Portepeeunteroffizier im Rang Feldwebel (OR-6) oder Oberfeldwebel (OR-7). In der Kavallerie und Artillerie lautete die Bezeichnung Hauptwachtmeister.
Statuszeichen waren zwei parallel aufgenähte, 10 mm breit, silberfarbene Unteroffizierslitzen, die „Spieß-Kolbenringe“ oder „Spieß-Litzen“ an beiden Ärmelaufschlägen an Uniformjacke, Paraderock und Uniformmantel. Im Kriege gab es zudem auch die Dienststellungsbezeichnung „Hauptfeldwebel-Diensttuer“. Hierfür gelangten in Ausnahmefällen auch Unterfeldwebel (vergleichbar dem heutigen Stabsunteroffizier OR-5) zum Einsatz.

## Waffen-SS
In der Waffen-SS war der SS-Stabsscharführer dem Spieß in Heer und Luftwaffe, im Sinne von Kompaniefeldwebel vergleichbar.

## Ordnungspolizei
Äquivalent zum „Hauptfeldwebel“ (Spieß) der Wehrmacht war der Geschäftsführende Hauptwachtmeister in geschlossenen Polizeiformationen (z. B. Ausbildungsbataillone, Polizei-Hundertschaften). Hier fungierten seit 1939 als Statussymbol für den Spieß über beiden Ärmelaufschlägen ebenfalls je zwei „Kolbenringe“ aus silberfarbener Unteroffizierslitze, ähnlich den Hauptfeldwebeln der Wehrmacht. Die Bestimmung wurde 1940 auf die Hauptwachtmeister-Diensttuer ausgedehnt.

## Nationale Volksarmee
Die Nationalen Volksarmee der DDR bezeichnete Hauptfeldwebel einen als Kompaniefeldwebel oder Batteriefeldwebel fungierenden Soldaten, analog dem Wehrmachtsbrauch. In der Artillerie lautet die Bezeichnung Hauptwachtmeister, bevor Ende 1970 auch hier Hauptfeldwebel vorgeschrieben wurde. Die Dienststellung konnte ein Berufsunteroffizier im Dienstgrad Oberfeldwebel/Oberwachtmeister bzw. Stabsfeldwebel/Stabswachtmeister innehaben oder ein Dienstgrad aus der Ranggruppe der Fähnriche.
Funktionsinsignien waren ein 10 mm breiter, silberner Streifen Unteroffizierslitze, die „Spieß-Kolbenringe“, an jedem Ärmel oberhalb des Aufschlages an Dienstjacke, Paradejacke und Uniformmantel.

## Andere Streitkräfte
Das Äquivalent zum Dienstgrad Hauptfeldwebel war in einer Reihe Streitkräfte des ehemaligen Warschauer Pakts der Dienstgrad Starschi serzhant (deutsch: Oberfeldwebel). In den Streitkräften der NATO wird der deutsche Dienstgrad Hauptfeldwebel als NATO-Rangcode OR-7 und OR-8 eingestuft.